# Bargème
Bargème é uma comuna francesa na região administrativa da Provença-Alpes-Costa Azul, no departamento de Var. Estende-se por uma área de 27,95 km². Em 2010 a comuna tinha 224 habitantes (densidade: 8 hab./km²).
Pertence à rede das As mais belas aldeias de França.